# PGC 14744
LEDA/PGC 14744 ist eine Balken-Spiralgalaxie vom Hubble-Typ SBm im Sternbild Stier auf der Ekliptik. Sie ist schätzungsweise 155 Millionen Lichtjahre von der Milchstraße entfernt und gilt als Mitglied der NGC 1550-Gruppe (LGG 113).